# Antônio Carlos dos Santos Aguiar
Antônio Carlos dos Santos Aguiar (Rio de Janeiro, 22 giugno 1983) è un ex calciatore brasiliano, di ruolo difensore.

## Caratteristiche tecniche
Era un difensore centrale; nella sua carriera ha realizzato numerosi gol.

## Palmarès
- Campionato Paranaense: 1

Atletico Paranaense: 2009
- Campionato Carioca: 2

Botafogo: 2010, 2013